# Zoco el Arbaa (Sidi Ifni)
Zoco el Arbaa (en árabe: أربعاء آيت عبدالله‎, en lenguas bereberes: ⵍⵄⵕⴱⴰ ⵏ ⴰⵢⵜ ⵄⴰⴱⴷⵓⵍⵍⴰⵀ, en francés: Arbaa Aït Abdellah) es un municipio marroquí en la región Guelmim-Río Noun. Desde 1934 hasta 1969 perteneció al territorio español de Ifni.